# Ahmed Galai
Ahmed Galai (Bizerta, 1954) és llicenciat en periodisme econòmic i activista dels drets humans tunisià. Va ser fins a octubre del 2016 vicepresident de la Lliga Tunisiana dels Drets Humans, associació que observa i defensa els drets humans a Tunísia. L'entitat forma part del Quartet de Diàleg Nacional de Tunísia guardonat amb el Premi Nobel de la Pau l'any 2015.
Galai va signar el manifest Let Catalans Vote en el qual s'afirma que "la millor forma de resoldre les disputes internes legítimes és emprar les eines de la democràcia" i que "evitar que els catalans votin contradiu els principis que inspiren les societat democràtiques". El 4 de setembre de 2017 va llegir el text del document al Palau de la Generalitat acompanyat del president Carles Puigdemont. Galai assegurà que "les urnes mai no haurien de ser considerades com un problema ni la causa d'un conflicte" i, en aquest cas, el referèndum sobre la independència impulsat pel Govern de Catalunya per al pròxim 1 d'octubre, "tampoc". També declarà que "les urnes són la solució civilitzada i democràtica dels conflictes i l'1 d'octubre no n'hauria de ser una excepció".